# Ripon Society
Die Ripon Society ist eine politische Organisation in den Vereinigten Staaten, die der Republikanischen Partei nahesteht. Die Ripon Society wurde 1962 gegründet und hat ihren Sitz in Washington, D.C.

## Geschichte
Die Ripon Society wurde 1962 in Cambridge (MA) gegründet. Die Gesellschaft ist nach dem Ort Ripon in Wisconsin benannt, wo 1854 die Republikanische Partei gegründet wurde. Die Ripon Society war die erste große republikanische Organisation, die in den 1960er-Jahren die Verabschiedung des Civil Rights Act unterstützte. 1967 wurde das Konzept der „Negativen Einkommensteuer“ als Mittel zur Linderung der Armut in den USA weiterentwickelt. In den frühen 1970er-Jahren forderte sie die Normalisierung der Beziehungen zu China.
Die Ripon Society gibt seit 1969 das Ripon Forum heraus.

## Ziele
Ihre Hauptziele sind die Förderung der folgenden amerikanischen Ideen und Prinzipien: nationale Sicherheit, niedrige Steuern und eine Bundesregierung, die kleiner und rechenschaftspflichtiger gegenüber den Menschen ist, Förderung und Erreichung eines innovativen und effektiven Bildungssystems.